# GVAV in het seizoen 1960/61
Het seizoen 1960/1961 was het zevende jaar in het bestaan van de Groningse betaaldvoetbalclub GVAV. De club kwam uit in de Nederlandse Eredivisie en eindigde daarin op de zesde plaats. Tevens deed de club mee aan het toernooi om de KNVB beker, hierin werd de club in de tweede ronde uitgeschakeld door Leeuwarden (1–2).

## Wedstrijdstatistieken

### Eredivisie
|       | ADO   | Ajax  | Alkmaar '54 | DOS   | DWS/A | Elinkwijk | Sportclub Enschede | Feijenoord | Fortuna '54 | MVV   | NAC   | NOAD  | PSV   | Rapid JC | Sparta | VVV   | Willem II |
| ----- | ----- | ----- | ----------- | ----- | ----- | --------- | ------------------ | ---------- | ----------- | ----- | ----- | ----- | ----- | -------- | ------ | ----- | --------- |
| Thuis | 0 – 2 | 1 – 1 | 1 – 0       | 1 – 1 | 2 – 4 | 1 – 0     | 1 – 2              | 1 – 0      | 3 – 1       | 1 – 0 | 2 – 1 | 3 – 0 | 2 – 0 | 4 – 0    | 2 – 2  | 5 – 2 | 1 – 1     |
| Uit   | 0 – 2 | 5 – 2 | 1 – 1       | 7 – 2 | 2 – 2 | 1 – 0     | 0 – 1              | 1 – 3      | 3 – 0       | 4 – 3 | 2 – 1 | 0 – 2 | 1 – 1 | 1 – 0    | 4 – 3  | 0 – 1 | 2 – 2     |

### KNVB beker
| Groepsfase                                      | Be Quick                                                                    | 1 – 1 (1 – 0)                      | GVAV                                                     |
| 14 augustus 1960 Plaats: Groningen Oosterpark   | Klaas Nuninga 15'                                                           |                                    | 75' Piet Fransen                                         |
| Groepsfase                                      | GVAV                                                                        | 10 – 0 (8 – 0)                     | Germanicus                                               |
| 17 augustus 1960 Plaats: Groningen Oosterpark   | Bé Kuiper –', –', –', –' Rikkert La Crois –', –', –' Piet de Koe –', –', –' |                                    |                                                          |
| Groepsfase                                      | Zwartemeer                                                                  | 5 – 2 (0 – 0)                      | GVAV                                                     |
| 30 oktober 1960 Plaats: Klazienaveen Oosterpark | Willy Hoogenberg Jan Smit –', –', –' Tonny Roosken                          |                                    | Henk Meuken –' (pen.) Bé Kuiper                          |
| Groepsfase                                      | GVAV                                                                        | 3 – 2 (2 – 0)                      | Veendam                                                  |
| 12 februari 1961 Plaats: Groningen Oosterpark   | Rikkert La Crois 2' Piet Fransen 41', 55'                                   |                                    | 65' Bert Bouma 80' Evert Drommel                         |
| 1e ronde                                        | Be Quick                                                                    | 2 – 4 (1 – 1)                      | GVAV                                                     |
| 29 april 1961 Plaats: Groningen Oosterpark      | Rob Oosterhuis 30' (pen.) Gerard Oosterloo 65'                              |                                    | 34' Piet Fransen 48' Bé Kuiper Henk Meuken Jan Groninger |
| 2e ronde                                        | Leeuwarden                                                                  | 2 – 1 (0 – 0, 1 – 1) Na verlenging | GVAV                                                     |
| 25 mei 1961 Plaats: Leeuwarden Oosterpark       | Henny Weering 82' Jan Hoekema 100' (pen.)                                   |                                    | 90' Piet Fransen                                         |

## Statistieken GVAV 1960/1961

### Eindstand GVAV in de Nederlandse Eredivisie 1960 / 1961
| Stand | Gespeeld | Gewonnen | Gelijk | Verloren | Punten | Doelpunten voor | Doelpunten tegen |
| ----- | -------- | -------- | ------ | -------- | ------ | --------------- | ---------------- |
| 6e    | 34       | 15       | 8      | 11       | 38     | 57              | 51               |

### Topscorers
| #                    | Naam             | Goal |
| -------------------- | ---------------- | ---- |
| 1.                   | Piet Fransen     | 17   |
| 2.                   | Bé Kuiper        | 11   |
| 3.                   | Rikkert La Crois | 10   |
| 4.                   | Jan Groninger    | 9    |
| 5.                   | Henk Meuken      | 8    |
| 6.                   | Gerrit Tardy     | 1    |
| Onbekende doelpunten |                  |      |
| –                    | Onbekend         | 1    |
| Totaal               | Totaal           | 57   |

| #      | Naam             | Goal |
| ------ | ---------------- | ---- |
| 1.     | Bé Kuiper        | 6    |
| 2.     | Piet Fransen     | 4    |
| 2.     | Rikkert La Crois | 4    |
| 4.     | Piet de Koe      | 3    |
| 5.     | Henk Meuken      | 2    |
| 6.     | Jan Groninger    | 1    |
| Totaal | Totaal           | 20   |

## Voetnoten
ADO ·
Ajax ·
Alkmaar '54 ·
DOS ·
DWS/A ·
Elinkwijk ·
Sportclub Enschede ·
Feijenoord ·
Fortuna '54 ·
GVAV ·
MVV ·
NAC ·
NOAD ·
PSV ·
Rapid JC ·
Sparta ·
VVV ·
Willem II